# Barnim I

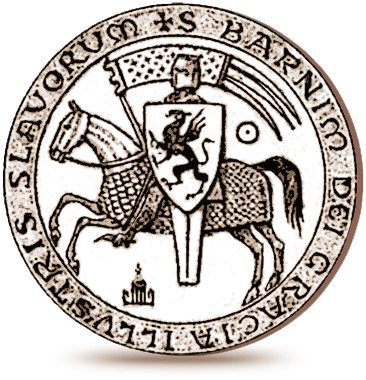
Pieczęć Barnima I

Barnim I Dobry (ur. zap. ok. 1210, zm. 13 lub 14 listopada 1278 w Dąbiu) – książę szczeciński i pomorski, z dynastii Gryfitów. Syn Bogusława II i Mirosławy, córki księcia/namiestnika gdańskiego Mściwoja I i Swinisławy.

## Lata panowania
Samodzielne rządy, po osiągnięciu wieku sprawnego rozpoczął w 1227. Fakt ten poświadcza wystawiony dokument, z jego własną pieczęcią. Władał księstwem szczecińskim, w czasie, kiedy jego kuzyn Warcisław III zarządzał księstwem dymińskim wydzielonym w 1211. Barnim I zrzucił z Pomorza nadodrzańskiego zwierzchność duńską i przeniósł swój dwór w 1235, z Uznamia do Szczecina (republiki miejskiej), dalej – na skutek skłócenia z mieszczanami tego miasta – do Dąbia (1249).
W 1238 Barnim podjął współdziałanie z margrabiami brandenburskimi Ottonem III i Janem I, którzy pragnęli opanować ziemię lubuską. Odebrał wówczas Henrykowi Pobożnemu Cedynię i Kiniec, przesuwając granice swojego księstwa na linię rzeki Myśli.
Barnim, „książę na Szczecinie”, który tytułował się też księciem Kaszub (łac.) dux slavorum et Cassubie, był jednym z najbardziej pracowitych władców Pomorza. Wraz z Warcisławem III starał się umacniać państwo, poprzez przebudowę gospodarki, tak aby dostosować ją do zachodnich standardów europejskich. W poł. XIII w., zlikwidował m.in. prawo brzegowe, które hamowało bezpieczny rozwój handlu morskiego i zalewowego.
Okres jego panowania przypadał na wzmożoną kolonizację niemiecką i lokację miast na prawie magdeburskim oraz lubeckim, których książę ufundował bardzo wiele. Źródła wymieniają 30 miast lokowanych przez niego na Pomorzu. Do nich należały m.in. Szczecin (1243), Stargard (1243), Gryfino (1254), Police (1260) i Goleniów (1268). Po śmierci kuzyna w 1264, pierwsze lata jego samodzielnej działalności skupiały się na jednoczeniu ziem pomorskich oraz potwierdzaniu nadań aktów lokacyjnych dla miast (m.in. dla Gryfic). Był fundatorem także wielu klasztorów, m.in. w Marianowie. Hojny dla zakonów – nadał cysterkom 600 łanów ziemi. Dla ściągnięcia kupców lubeckich i duńskich ponownie wprowadził w 1274 zakaz rabunków rozbitych statków i innych jednostek pływających. Było to spowodowane chęcią poszerzenia i zabezpieczenia wpływów ekonomicznych z resztą Europy Zachodniej.
Rzucona na Barnima klątwa 12 sierpnia 1269, przez legata papieskiego Albrechta Magnusa, za obronę ziemi suchańskiej (skutek zdrady joannitów), wprowadził jego w stan wojny. Brandenburczycy wspierani siłami joannitów dotarli do Kamienia Pomorskiego, gdzie księciu udzielono schronienia. W dalszej walce, pomoc uzyskał od rycerzy Bolesława Pobożnego, księcia wielkopolskiego. Nawiedzany jednak ciągłymi podjazdami Brandenburczyków i pretensjami biskupa kamieńskiego, zgodził się na ustępstwa i przyjął zwierzchność lenną Brandenburgii (1269).
Hołd lenny złożony margrabiom brandenburskim przez księcia szczecińskiego, spowodował jednocześnie przekazanie na ich rzecz ziemi wkrzańskiej (na zachód od Szczecina). Dla książęcej racji stanu odniosło to przykre konsekwencje w kolejnych latach na losy jedności Pomorza. Pierwszych jego symptomów, można doszukiwać się przy podziale jego księstwa na dwie części przez jego potomków (podział księstwa dokonany w 1295 spowodował wyodrębnienie na ok. 200 lat dwóch dzielnic – księstwa szczecińskiego i wołogoskiego).
Barnim I zmarł 13 lub 14 listopada 1278 w Dąbiu i został pochowany w kościele NMP w Szczecinie. Wg innych przekazów Barnima I pochowano w prezbiterium kościoła cystersów w Kołbaczu.

## Barnim I a templariusze
Istnieją przesłanki, że przesiąknięty wielkimi ideami zakonu templariuszy – Barnim I został bratem, tzw. gościem, rycerzem wspomagającym poczynania zakonu. Od lat 30. XIII w. był stałym bywalcem na zakonnych dworach, albo w otoczeniu rycerzy tego zakonu, m.in. Tempelhoff, Lietzen oraz Rurka.
Barnim korzystał z doradztwa templariuszy z brandenburskich i pomorskich komandorii. Przynależność do zakonu przedstawił w swojej pieczęci, na której umieścił templariuszowski symbol świątyni oraz starożytny symbol słońca, złota, czyli władzy. Są to znaki niespotykane, na żadnych innych pieczęciach książęcych z tego okresu. Charakterystyczne dla jego władzy było również nadawanie okręgów grodowych i innych włości na rzecz zakonu templariuszy. W 1235 nadał zakonowi żyzne ziemie pomiędzy Różycą a Tywą i przeniósł wszelkie prawa na ich rzecz, zwolnił od wszelkich ceł na terenie księstwa i zobowiązał jako swych wasali do udziału w wyprawach zbrojnych. Templariusze mieli prawo do zasiadania w radzie książęcej. Według K. Ślaskiego miało to na celu uniezależnienie polityki panującego dynasty od elity możnowładztwa pomorskiego.

## Życie prywatne
Barnim był żonaty trzykrotnie. Po raz pierwszy z Marianną księżniczką szwedzką, córką króla Eryka X Knutssona i Rychezy duńskiej. Małżeństwo zawarte zostało prawdopodobnie w 1238. Z tego związku pochodziły:
- Anastazja (ur. w okr. 1239–1245, zm. 15 marca 1317) – żona Henryka I Pielgrzyma, księcia meklemburskiego na Wyszomierzu,
- Jadwiga (ur. ?, zm. ?) – domniemana żona Jana I, margrabiego brandenburskiego,
- NN, córka (ur. ?, zm. ?) – żona Przybysława, księcia meklemburskiego[23].

Drugą żoną księcia została księżniczka Małgorzata meklemburska (lata 1252–1253), córka Mikołaja I na Orlu (Werle) i Jutty von Anhalt. Była matką:
- Bogusława IV (ur. w okr. 1254–1255, zm. 19 lutego 1309) – księcia pomorskiego, szczecińskiego i wołogoskiego,

Trzecią żoną w latach 1263–1267 została Matylda askańska, córka Ottona III Pobożnego, margrabiego brandenburskiego i Bożeny (Beatrix), z którą Barnim I miał sześcioro dzieci:
- Mirosławę (ur. 1270, zm. przed 11 listopada 1328) – żonę Mikołaja I, hrabiego zwierzyńskiego na Wittenburgu,
- Beatę (Beatrix) (ur. w okr. 1270–1274, zm. w okr. 1315–grudzień 1316) – żonę Henryka II z Orli (Werle), pana na Penzlinie,
- Hildegardę (ur. ?, zm. ?) – żonę Ottona I Tłustego, hrabiego anhalckiego,
- Małgorzatę? (ur. ?, zm. ?) – żonę Jana II, hrabiego choćkowskiego i prawdopodobnie żonę Wawrzyńca Jonssona (Pantera),
- Barnima II (ur. przed 1275, zm. 28 maja 1295) – księcia szczecińskiego i pomorskiego,
- Ottona I (ur. ok. 1279, zm. 30 lub 31 grudnia 1344) – księcia szczecińskiego i pomorskiego[24].

W literaturze przedmiotu pojawia się również prawdopodobna córka z pierwszego lub trzeciego małżeństwa – Elżbieta, która jest odrzucana z filiacji przez współczesną genealogię.

### Genealogia
| Bogusław I ur. najp. 1127 zm. 18 III 1187 | Bogusław I ur. najp. 1127 zm. 18 III 1187 |                                                                |                                                                | Anastazja Mieszkówna ur. prawd. 1164 zm. po 31 V 1240 | Anastazja Mieszkówna ur. prawd. 1164 zm. po 31 V 1240 |  |  | Mściwoj I gdański ur. ? zm. w okr. 1213–1215 | Mściwoj I gdański ur. ? zm. w okr. 1213–1215 |                                                       |                                                       | Swinisława ur. ? zm. p. 4 IX 1230 | Swinisława ur. ? zm. p. 4 IX 1230 |
|                                           |                                           |                                                                |                                                                |                                                       |                                                       |  |  |                                              |                                              |                                                       |                                                       |                                   |                                   |
|                                           |                                           |                                                                |                                                                |                                                       |                                                       |  |  |                                              |                                              |                                                       |                                                       |                                   |                                   |
|                                           |                                           | Bogusław II ur. w okr. 1178–1184 zm. 23 lub 24 I 1220 lub 1221 | Bogusław II ur. w okr. 1178–1184 zm. 23 lub 24 I 1220 lub 1221 |                                                       |                                                       |  |  |                                              |                                              | Mirosława ur. w okr. 1190–1195 zm. p. przed 2 II 1237 | Mirosława ur. w okr. 1190–1195 zm. p. przed 2 II 1237 |                                   |                                   |
|                                           |                                           |                                                                |                                                                |                                                       |                                                       |  |  |                                              |                                              |                                                       |                                                       |                                   |                                   |
|                                           |                                           |                                                                |                                                                |                                                       |                                                       |  |  |                                              |                                              |                                                       |                                                       |                                   |                                   |
|                                           |                                           |                                                                |                                                                |                                                       |                                                       |  |  |                                              |                                              |                                                       |                                                       |                                   |                                   |

| 1 Marianna ur. 1215 zm. 27 VI 1252 OO p. 1238                  | 1 Marianna ur. 1215 zm. 27 VI 1252 OO p. 1238                  | 2 Małgorzata meklemburska ur. zap. 1232 zm. przed 25 V 1261 OO w okr. 1252–1253 | 2 Małgorzata meklemburska ur. zap. 1232 zm. przed 25 V 1261 OO w okr. 1252–1253 | Barnim I Dobry (ur. zap. ok. 1210 zm. 13 lub 14 XI 1278) | Barnim I Dobry (ur. zap. ok. 1210 zm. 13 lub 14 XI 1278) | 3 Matylda askańska ur. ? zm. 20 XII 1316 OO w okr. 29 III 1263 – 20 V 1267 | 3 Matylda askańska ur. ? zm. 20 XII 1316 OO w okr. 29 III 1263 – 20 V 1267 |                                             |                                             |  |  |  |  |  |  |  |  |
|                                                                |                                                                |                                                                                 |                                                                                 |                                                          |                                                          |                                                                            |                                                                            |                                             |                                             |  |  |  |  |  |  |  |  |
|                                                                |                                                                |                                                                                 |                                                                                 |                                                          |                                                          |                                                                            |                                                                            |                                             |                                             |  |  |  |  |  |  |  |  |
|                                                                | 1                                                              |                                                                                 | 1                                                                               |                                                          | 1                                                        |                                                                            | 2                                                                          |                                             | 3                                           |  |  |  |  |  |  |  |  |
| Anastazja ur. w okr. 1239–1245 zm. 15 III 1317                 | Anastazja ur. w okr. 1239–1245 zm. 15 III 1317                 | Jadwiga ur. ? zm. ?                                                             | Jadwiga ur. ? zm. ?                                                             | NN, córka ur. ? zm. ?                                    | NN, córka ur. ? zm. ?                                    | Bogusław IV ur. w okr. 1254–1255 zm. 19 II 1309                            | Bogusław IV ur. w okr. 1254–1255 zm. 19 II 1309                            | Mirosława ur. 1270 zm. przed 11 XI 1328     | Mirosława ur. 1270 zm. przed 11 XI 1328     |  |  |  |  |  |  |  |  |
|                                                                | 3                                                              |                                                                                 | 3                                                                               |                                                          | 3                                                        |                                                                            | 3                                                                          |                                             | 3                                           |  |  |  |  |  |  |  |  |
| Beata (Beatrix) ur. w okr. 1270–1274 zm. w okr. 1315– XII 1316 | Beata (Beatrix) ur. w okr. 1270–1274 zm. w okr. 1315– XII 1316 | Hildegarda ur. ? zm. ?                                                          | Hildegarda ur. ? zm. ?                                                          | Małgorzata? ur. ? zm. ?                                  | Małgorzata? ur. ? zm. ?                                  | Barnim II ur. przed 1275 zm. 28 V 1295                                     | Barnim II ur. przed 1275 zm. 28 V 1295                                     | Otton I ur. ok. 1279 zm. 30 lub 31 XII 1344 | Otton I ur. ok. 1279 zm. 30 lub 31 XII 1344 |  |  |  |  |  |  |  |  |

## Etymologia jego imienia
Barnim to skrócona forma niepewnego imienia zaczynającego się od Broni– w wariancie pomorskim, jako że w dialektach pomorskich słowiańska grupa -or- (która w polszczyźnie zmieniła się w -ro-) zmieniła się w -ar- (porównaj: pomorskie ‘gard’, 'Warcisław', ‘Barnisław’ = polskie ‘gród’, 'Wrocisław', ‘Bronisław’).
W dynastii Gryfitów imię dotąd niespotykane. Prawdopodobnie zostało przeniesione z ziemi barnimskiej (plemiona Sprewian), która od 1176 dziedzicznie należała do dynastów pomorskich Gryfitów.

### Opracowania
- Zygmunt Boras, Książęta Pomorza Zachodniego, Poznań: Wyd. Naukowe Uniwersytetu im. Adama Mickiewicza, 1996, ISBN 83-232-0732-1, OCLC 830122949. Brak numerów stron w książce
- Czacharowski A., Dzieje pogranicza Pomorza Zachodniego z Polską w XIII-XVIII wieku, [w:] Ślaski K. (red.), Pomorze Zachodnie – Nasza ziemia ojczysta, Poznań 1960.
- Dopierała B., Polskie losy Pomorza Zachodniego, Poznań 1970.
- Kazimierz Kozłowski, Jerzy Podralski, Gryfici. Książęta Pomorza Zachodniego, Szczecin: Krajowa Agencja Wydawnicza, 1985, ISBN 83-03-00530-8, OCLC 189424372. Brak numerów stron w książce
- Rymar E., Barnim I książę Słowian na Pomorzu (ok. 1220/21-1278), Kraków 2022.
- Edward Rymar, Rodowód książąt pomorskich, Szczecin: Książnica Pomorska im. Stanisława Staszica, 2005, ISBN 83-87879-50-9, OCLC 69296056. Brak numerów stron w książce
- Szczaniecki M., Ramy terytorialne rozwoju historycznego Pomorza Zachodniego, [w:] Ślaski K. (red.), Pomorze Zachodnie – Nasza ziemia ojczysta, Poznań 1960.
- Szymański J.W., Książęcy ród Gryfitów, Goleniów – Kielce 2006, ISBN 83-7273-224-8.
- Ślaski K., Przemiany narodowościowe na Pomorzu Zachodnim, [w:] Ślaski K. (red.), Pomorze Zachodnie – Nasza ziemia ojczysta, Poznań 1960.
- Wróblewski T., Etnograficzny zarys Pomorza Zachodniego, [w:] Ślaski K. (red.), Pomorze Zachodnie – Nasza ziemia ojczysta, Poznań 1960.

### Opracowania online
- Anklewicz M., Barnim I i templariusze (niem.), [w:] Stowarzyszenie „Szlak Templariuszy” (strona oficjalna) (pol.), [dostęp 2012-02-14].
- Scheil U., Barnim I. Herzog von Pommern (niem.), [w:] NDB, ADB Deutsche Bioraphie (niem.), [dostęp 2012-02-14].
- Skaziński B., Sałański M., Komandorie i posiadłości templariuszy w Polsce (pol.), [w:] Stowarzyszenie „Szlak Templariuszy (strona oficjalna)” (pol.), [dostęp 2012-02-14].

### Literatura dodatkowa
- Kazimierz Bobowski, Dawne pieczęcie na Pomorzu Zachodnim, Szczecin: Glob, 1989, ISBN 83-7007-170-8, OCLC 834671088. Brak numerów stron w książce
- Cieślikowa A. (red.), Słownik etymologiczno-motywacyjny staropolskich nazw osobowych, T. 1, Kraków 2000, ISBN 83-87623-23-7.

### Literatura dodatkowa (online)
- Madsen U., Barnim I. (niem.), [dostęp 2012-02-18].